# Albisifono
L'albisifono (o albisiphone) è una variante di flauto inventata da Abelardo Albisi nel 1911 e prodotta dallo stesso in collaborazione con il costruttore milanese Luigi Vanotti.
Era composto da una canna metallica cilindrica, con una parte superiore a voluta, simile a una tromba. Intonato in do e posto a un'ottava inferiore di quella di un normale flauto, poteva essere suonato come un flauto dolce (dunque retto verticalmente), ma l'imboccatura era posta in modo che la tecnica utilizzabile fosse quella del flauto traverso: sopra la curvatura a U del corpo dello strumento, infatti, era posta una testata a forma di "T". Complessivamente, lo strumento raggiungeva una lunghezza di circa 127 centimetri.
Fu suonato per la prima volta nel maggio 1912 dal suo creatore al Teatro del Popolo di Milano nella Melodia dei Campi Elisi di Gluck. Lo strumento ebbe un relativo successo, dal momento che fu incluso nel Melenis e nella Francesca da Rimini di Riccardo Zandonai, nella Parisina di Pietro Mascagni, nella composizione sinfonica Der Sonne-Geist di Friedrich Klose e nell'Adagio di Giovanni Giannetti, composto appositamente per albisifono e quartetto d'archi.
Ne fu realizzata anche una versione contralto in fa, sempre da una collaborazione fra Albisi e Vanotti.